# Райт, Кэррол Дэвидсон
Кэррол Дэвидсон Райт (1840—1909) — американский статистик, почётный член Академии наук в СПб c 13 декабря 1897.

## Биография
Во время гражданской войны поступил в армию простым волонтёром, а через два года уже командовал полком. В 1873 г. занял место начальника статистики труда (Statistics of labor) в штате Массачусетс.
Читал лекции по рабочему и фабричному вопросам в Бостонском, Мичиганском и др. университетах. Руководство переписями по Массачусетсу доставило ему почетную известность, и он был приглашен специальным агентом при составлении одиннадцатого ценза Соединенных Штатов, причём принимал наиболее живое участие в разработке рабочего вопроса: об отношении труда и капитала, о стачках, о рабочих союзах, о кассах взаимопомощи, об урегулировании рабочего времени на фабриках и заводах и пр.
С 1886 года стоял во главе правительственного учреждения — Department of labor в Вашингтоне. Под редакцией Райта это учреждение издавало, кроме ежегодных отчетов, ещё специальные бюллетени: «Bulletin of the Department of labor». Кроме множества брошюр, журнальных и газетных статей, им изданы и редактированы:
- «Annual reports of the Massachusetts Bureau of the Statistics of labor» (1878—88),
- «Census of Massachusetts» (1875 a. 1885); «Statistics of Boston» (1882).

Под его редакцией изданы важные труды:
- «Industrial depressions» (1886),
- «Convict labor» (1886),
- «Strikes and lockouts» (1887),
- «Working women in large cities» (1888),
- «Railroad labor» (1889),
- «Cost of production of iron, coal etc.» (1890),
- «Cost of production of the textiles and glass» (1891),
- «Industrial education» (1892),
- «Building and loan associations» (1893),
- «Strikes and lockouts» (1894),
- «Work and wages of men, women, and children» (1895—96),
- «Economic aspects of the liquor problem» (1897),
- «Marriage and divorce» (1889) и др.